# 微帶線

微帶線的橫截面圖。導線(A)與(D)接地層藉由(C)介質層分離。此外，(B)上介質層通常為空氣。

微帶線（英語：Microstrip）传输线，可以做成印刷电路板上用來傳輸微波信號的線路。它由導線、地以及介質層組成。諸如天線、耦合器、濾波器、功率分配器等可由微帶線構成。帶線比傳統的波導技術更便宜、更輕、更緊湊。微帶線由ITT實驗室開發，作為帶狀線的競爭者（Grieg和Engelmann在1952年12月IRE會議記錄中首次發表)。
與波導相比，微帶的缺點是通常較低的功率處理能力和較高的損耗。而且，與波導不同，微帶不是封閉的，因此易受串擾和輻射的影響。
為了降低成本，PCB上通常使用FR-4當基板。然而FR4的介電損耗在微波頻率下太高，並且介電常數沒有被充分嚴格控制。由於這些原因，通常使用氧化鋁基板。在較小規模上，微帶傳輸線也構建在單片微波集成電路中。
微帶線也用於高速PCB設計，其中信號需要從組件的一部分路由到另一部分，具有最小的失真，並且避免高串擾和輻射。
微帶線是平面傳輸線的一種，其他包括帶狀線和共面波導，並且可以將這些不同類型的傳輸線集成在同一基板上。
差分微帶線通常用於高速信號，比如DDR2 SDRAM時鐘、USB高速數據線、PCI數據線、LVDS數據線等，並且通常都在同一個PCB裡。大多數PCB設計工具都支持這種差异对。

## 不均匀性
微帶線的設計是不對襯的，其介質是不均勻的。由微帶線承載的電磁波部分地存在於介電基板中，另一部分則在上方的空氣中。基板的介電常數通常比空氣電容率更大，使得電磁波在非均勻介質中行進。這使得電磁波傳播速度介於空氣以及電介質之間。這種情況需要由效相對介電常數來描述。
不均匀介質的影響包括：
- 微帶線上沒有嚴格的TEM波；其E和H领域都有纵向分。[8] 然而縱向分量都十分的小，被稱為准TEM波。[9]
- 这条线是色散的。隨著頻率的增加，有效介電常數逐漸上升到基板的介電常數，因此，相速度會逐渐下降。[8][10] 即使使用非色散的基板材料也是如此（基板介電常數通常會隨著頻率的增加而下降）。
- 即使使用非色散的基板材料微帶線的特征阻抗會隨著頻率略有變化。非TEM模式的特徵阻抗不是唯一的，隨著不同定義有不同的值，並且隨著頻率的增加而上升。[11]特徵阻抗的低頻極限被稱為準靜態特性阻抗，並且對所有定義都是相同的。
- 波阻抗在微帶線橫截面上變化。
- 微帶線輻射和不連續元件，例如短截線和柱，其在帶狀線中將是純電抗，由於來自它們的輻射而具有小的電阻分量。[12]

## 特徵阻抗
美國工程師哈羅德·惠勒發表了微帶線的準靜態特徵阻抗的閉合近似表達式：
{\displaystyle Z_{\textrm {microstrip}}={\frac {Z_{0}}{2\pi {\sqrt {2(1+\varepsilon _{r})}}}}\mathrm {ln} \left(1+{\frac {4h}{w_{\textrm {eff}}}}\left({\frac {14+{\frac {8}{\varepsilon _{r}}}}{11}}{\frac {4h}{w_{\textrm {eff}}}}+{\sqrt {\left({\frac {14+{\frac {8}{\varepsilon _{r}}}}{11}}{\frac {4h}{w_{\textrm {eff}}}}\right)^{2}+\pi ^{2}{\frac {1+{\frac {1}{\varepsilon _{r}}}}{2}}}}\right)\right),}
其中 {\displaystyle w_{\mathrm {eff} }} 是有效宽度，这是实际宽度w的修正，藉此計算出導線厚度對阻抗的影響：
{\displaystyle w_{\textrm {eff}}=w+t{\frac {1+1/\varepsilon _{r}}{2\pi }}\ln \left({\frac {4e}{\sqrt {\left({\frac {t}{h}}\right)^{2}+\left({\frac {1}{\pi }}{\frac {1}{w/t+11/10}}\right)^{2}}}}\right).}
此处Z0是自由空間阻抗，εr是介質層的相對電容率，w是導線宽度，h是介質層厚度，t是導線厚度。
这个公式是漸近展開，以計算在三个不同的情况下的特徵阻抗
1. {\displaystyle w\gg h}任何 {\displaystyle \varepsilon _{r}} （平行板传输线），
2. {\displaystyle w\ll h}, {\displaystyle \varepsilon _{r}=1}（接地層上的傳輸線），
3. {\displaystyle w\ll h}, {\displaystyle \varepsilon _{r}\gg 1.}

文獻指出，在大多数的情况下誤差小于1％，無論任何情況都不會大於2%。 通过一个公式涵盖所有w與h的比例，惠勒1977年改进了1965年的公式，给一个公式 {\displaystyle w/h>3.3} 和另一对 {\displaystyle w/h\leq 3.3} (因此引入不连续性的结果 {\displaystyle w/h=3.3})。
奇怪的是，惠勒不喜欢「微带線」和「特征阻抗」這兩個名詞，并避免在他的论文中使用。
也有其他作者提出特徵阻抗的近似公式。 然而，大多数的这些都是仅适用于有限的w/h，或者分段計算整个w/h的范围。
尤其是Hammerstad修正惠勒的研究成果後所提出的公式 ，也许是最常被引用的：
{\displaystyle Z_{\textrm {microstrip}}={\begin{cases}{\frac {Z_{0}}{2\pi {\sqrt {\varepsilon _{\textrm {eff}}}}}}\mathrm {ln} \left(8{\frac {h}{w}}+{\frac {w}{4h}}\right),&{\text{when }}{\frac {w}{h}}\leq 1\\{\frac {Z_{0}}{{\sqrt {\varepsilon _{\textrm {eff}}}}\left[{\frac {w}{h}}+1.393+0.667\mathrm {ln} \left({\frac {w}{h}}+1.444\right)\right]}},&{\text{when }}{\frac {w}{h}}\geq 1\end{cases}}}
其中，{\displaystyle \varepsilon _{\textrm {eff}}}是有效介电常数，由於微帶線的電場與磁場一部分在介質層，另一部分在空氣，所以{\displaystyle \varepsilon _{\textrm {eff}}}必介於1與εr之間。其物理意義為在介質層與空氣之間的導線，等效於導線被包覆在一個相對電容率{\displaystyle \varepsilon _{\textrm {eff}}}的均勻介質中，導線與該介質下方的接地層距離為h，導線寬度W：
{\displaystyle \varepsilon _{\textrm {eff}}={\frac {\varepsilon _{\textrm {r}}+1}{2}}+{\frac {\varepsilon _{\textrm {r}}-1}{2}}\left({\frac {1}{\sqrt {1+12(h/w)}}}\right).}

## 拐角
為了構建完整的電路，通常需要微帶線的路徑轉過大角度。 微帶線中突然90°的轉彎會導致大量的反射。實現低反射拐角的一種方法是將微帶線的路徑彎曲半徑至少為微帶線3倍寬度的弧形。 然而，更常見的技術並且能減少襯底面積的技術是使用切角。

微带90°mitred弯曲。 该百分比米特为100/d

在一级近似层面上来看，突然的非切角弯曲表现为一个电容接在地平面与弯曲处之间，产生分流。 切角弯曲减少了金属化区域的面积，从而避免了多余的电容。
切角百分比指的是未切角的内外顶点间对角线上，切角切去的对角线长度与原始对角线长度的比。对各种几何形状均适用的最佳切角百分比由 Douville 和 James 通过实验确定。
他们发现的一个最佳切角百分比可由下式取得：
{\displaystyle M=100{\frac {x}{d}}\%=(52+65e^{-{\frac {27}{20}}{\frac {w}{h}}})\%}，限制条件是 {\displaystyle w/h\geq 0.25} 和相对介电常数 {\displaystyle \varepsilon _{r}\leq 25}。
尽管有以上限制条件，这个公式是完全与 {\displaystyle \varepsilon _{r}}无关的。
Douville 和 James 有证据表明参数的实用范围是 {\displaystyle 0.25\leq w/h\leq 2.75} 和 {\displaystyle 2.5\leq \varepsilon _{r}\leq 25}。他们报告称，根据原始的d使用上式计算得到的切角百分比，在±4%的范围内，VSWR均小于1.1。 在最小的 {\displaystyle w/h=0.25} 的情况下，切角百分比为98.4%，此时微带线几乎被完全切断。
无论是圆弧弯曲还是切角的方法，微带线的电长度总是比物理路径长度短一些。

## 外部連結
- 微波百科全书
- 微帶線分析/综合计算器 （页面存档备份，存于）